# Паганамаа
Паганамаа (ест. Paganamaa) — село в Естонії, входить до складу волості Варсту, повіту Вирумаа.
За даними перепису 2011 року в селі проживало 43 особи, за національністю — усі естонці.